# Gamlestads torg

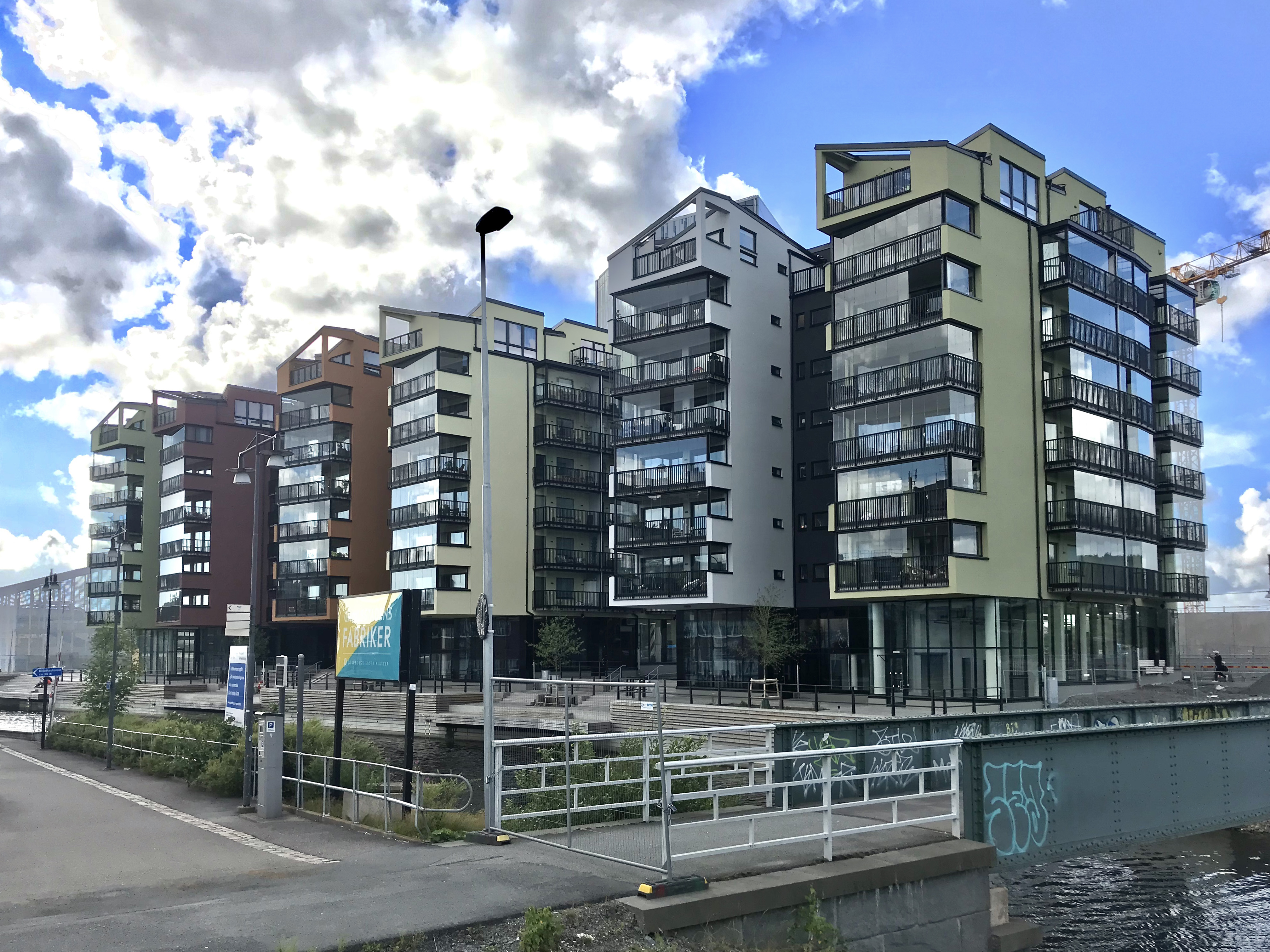
"Gamlestads brygga", ett nybyggt kvarter med bostadsrätter invid torget. Bilden är tagen den 20 juli 2020.

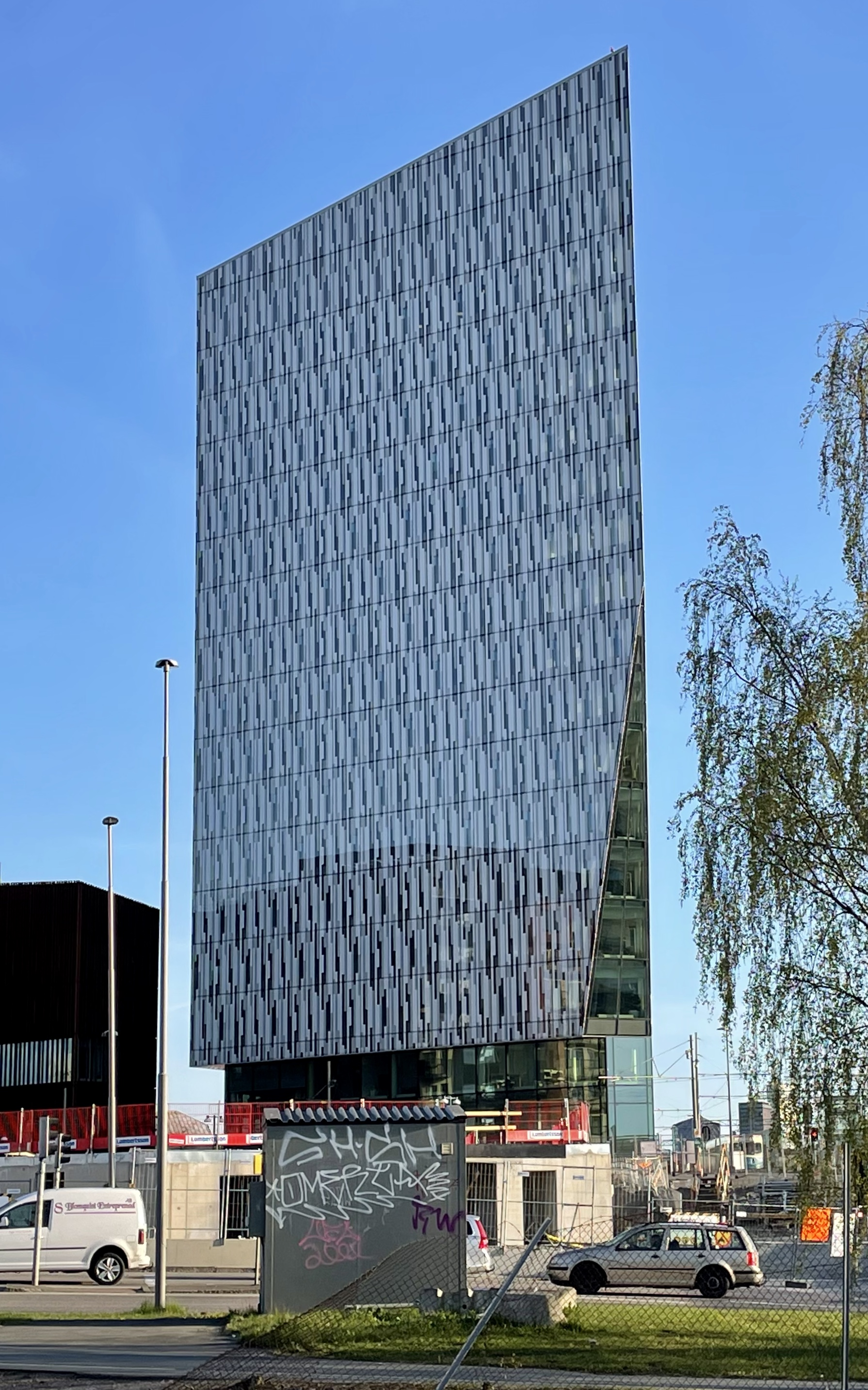
Gamlestads Torg 7 är ett höghus byggt 2018. Höjden är 74 meter och antalet våningar 17.

Gamlestads torg, tidigare Gamlestadstorget, är ett torg i stadsdelen Gamlestaden i Göteborg. Torget ligger i anslutning till pendeltågsstationen Gamlestaden station och spårvagnshållplatsen Gamlestads torg, som trafikeras av linjerna 4, 6, 7, 8, 9 och 11. Torget är under uppbyggnad och kommer när det är helt färdigställt bestå av bland annat bostäder, handel och hotell. Strax söder om torget och Säveån ligger Gamlestadens fabriker.
Den 1 december 2018 invigdes folkbiblioteket Världslitteraturhuset i ett av höghusen i mitten av torget. Det ersatte Gamlestadens bibliotek i medborgarhuset i Gamlestaden, som stängdes den 28 september samma år.

## Namnförvirring
Gamlestads torg, som geografisk plats, ska inte förväxlas med det närbelägna Gamlestadstorget, ett torg som grundades på 1890-talet men som inte längre finns och är överbyggt, bland annat av Artillerigatan. Vad som återstår av det gamla torget är en återvändsgata som fortfarande bär namnet Gamlestadstorget, mellan hörnet Gamlestadsvägen/Lars Kaggsgatan och Artillerigatan (den sista sträckan utgörs av gång- och cykelväg). Namnet Gamlestadstorget fungerar därmed fortfarande som en gatuadress (nr 9–43, 10–42) för den stora röda byggnaden (kvarteret Abborren), som har sin kortsida utmed gatan. – Resten av gatan vetter mot ett mindre grönområde.
Innan det nya torget vid resecentrumet byggdes, hette spårvagnshållplatsen i området Gamlestadstorget, uppkallat efter det gamla torget/gatan. Efter att det nya torget byggdes uppstod risk för namnförvirring, då det kan skilja 200–350 meter mellan resecentrumet och gatan Gamlestadstorget. För att undvika sammanblandning – i synnerhet för blåljuspersonal, som åker på utryckningar och skriver in namnet på sin GPS – beslutade Göteborgs kulturförvaltning 2013, att döpa det nya torget vid resecentrumet till Gamlestads torg.

## Bildgalleri

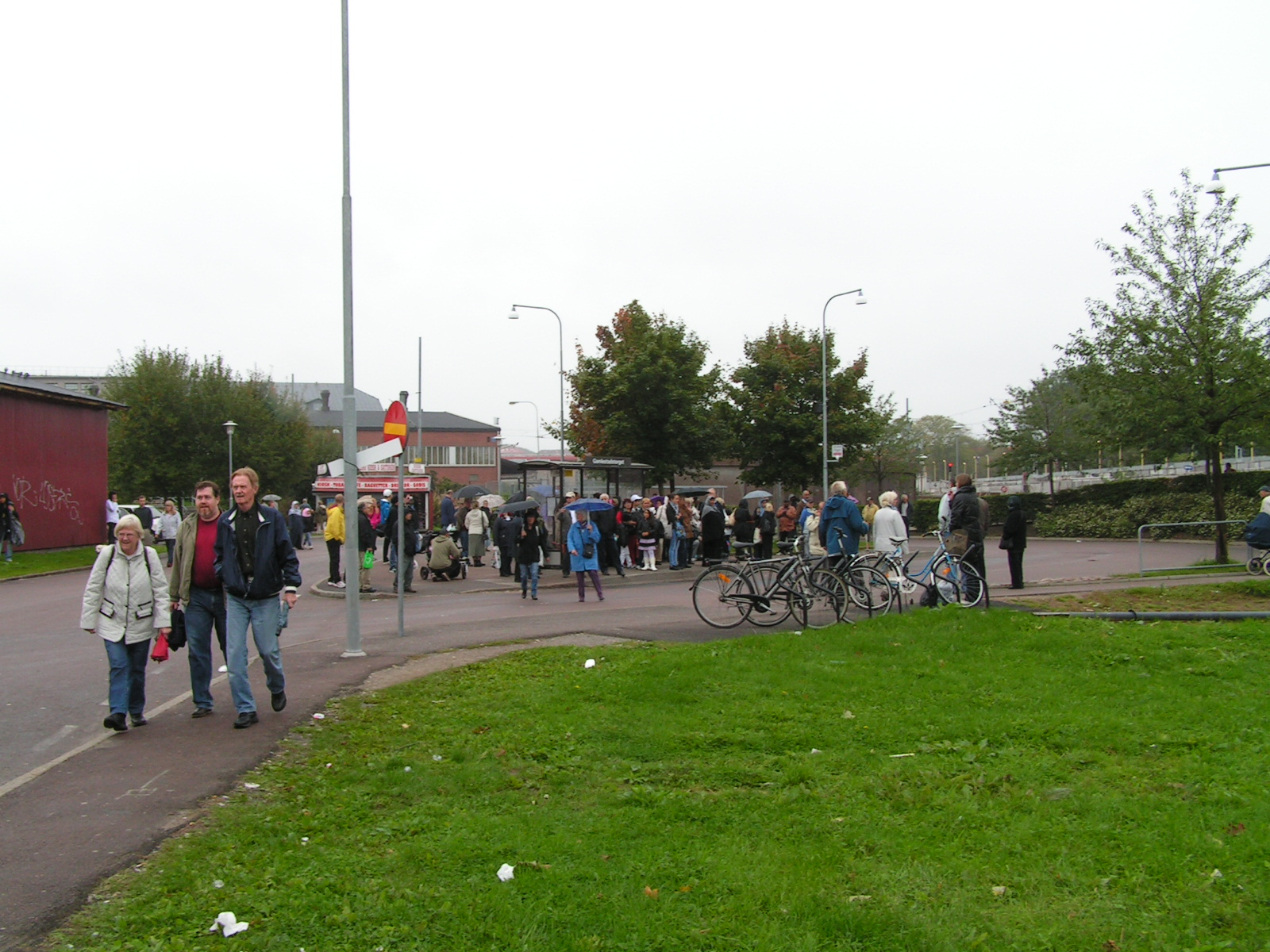
Dåvarande Gamlestadstorgets busshållplats år 2011, innan det byggdes om helt.
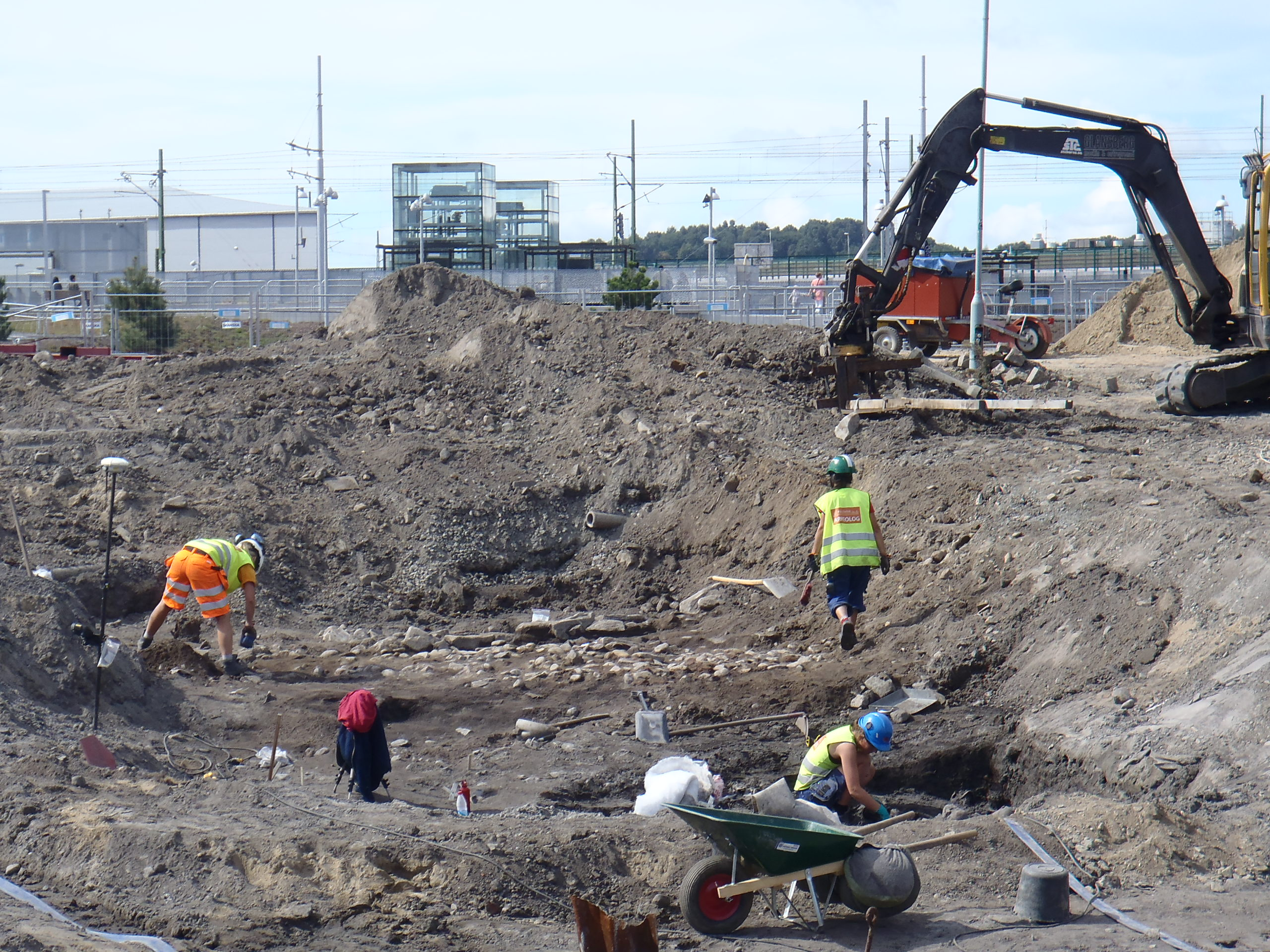
Arkeologisk utgrävning på platsen, 2013.
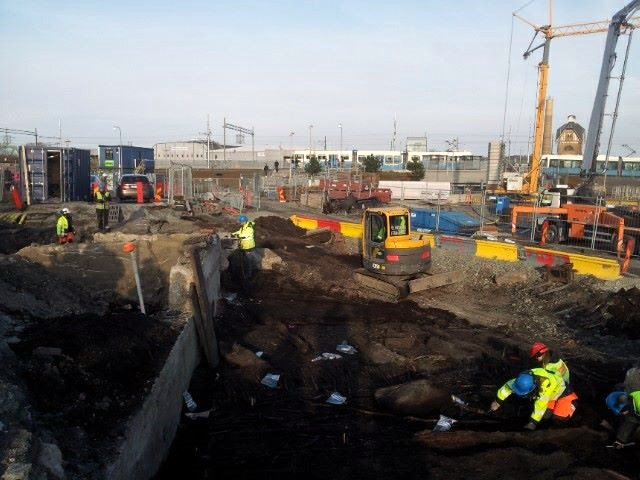
Arkeologisk utgrävning på platsen, 2014.